# Körner József
Körner József (Budapest, 1907. március 17. – Budapest, 1971. február 3.) magyar építész, a CIAM magyar csoportjának tagja, később a szocialista realizmus képviselője, Kossuth-díjas (1959).

## Életpályája
Pályája első szakaszában csatlakozott a modern építészeti törekvésekhez; a CIAM magyar csoportjának tagja lett. A kor kultúrpolitikája által nem támogatott művészként csak lakóházak tervezésére kapott megbízásokat. A második világháború után több állami megbízást kapott: ő tervezte a Dagály utcai Strandfürdő épületét (Budapest, 1948, Darvas Lajossal) és a Külkereskedelmi Minisztérium Honvéd utcai székházát (Budapest, 1948). 1952-ben ő tervezte a II. kerületi pártházat, amely később a tanács (ma a kerületi önkormányzat) épülete lett. Az épület a szocialista realista építészet tipikus példája. Részt vett 1956-ban a lágymányosi lakótelep I. fázisának tervezésében. Késői művei ismét modern vonásokat mutatnak, így a Tatabányai könyvtár (1965) és egy szállodaépület Veszprémben (1967)

## Díjai, kitüntetései
- Kossuth-díj (1959)
- Ybl Miklós-díj (1953)